# Amaliáda
 (mars 2016).
Si vous disposez d'ouvrages ou d'articles de référence ou si vous connaissez des sites web de qualité traitant du thème abordé ici, merci de compléter l'article en donnant les références utiles à sa vérifiabilité et en les liant à la section « Notes et références ».
Amaliáda (grec moderne : Αμαλιάδα) ou Amaliás (katharévousa : Ἀμαλιάς), est une ville de Grèce située en Grèce-Occidentale, comptant 16 763 habitants selon le recensement de 2011.
Créée à la fin du XIXe siècle et baptisée en l'honneur de la reine Amélie d'Oldenbourg, elle a été le siège des anciens dèmes d'Élis (de 1891 à 1912) et d'Amaliáda (jusqu'en 2010) et fait désormais partie du dème d’Élis.

## Personnalités liées à la ville
- Níkos Beloyánnis (1915-1952), un des chefs de la résistance en Grèce pendant la Seconde Guerre mondiale et cadre dirigeant du Parti communiste grec, né à Amaliáda, exécuté en 1952.